# Lamo
Lamo (kinesiska: 拉莫乡, 拉莫) är en socken i Kina. Den ligger i provinsen Sichuan, i den sydvästra delen av landet, omkring 240 kilometer sydväst om provinshuvudstaden Chengdu. Antalet invånare är 1 785. Befolkningen består av 839 kvinnor och 946 män. Barn under 15 år utgör 38 %, vuxna 15-64 år 56 %, och äldre över 65 år 4,0 %.
Genomsnittlig årsnederbörd är 1 391 millimeter. Den regnigaste månaden är juli, med i genomsnitt 272 mm nederbörd, och den torraste är januari, med 7 mm nederbörd.